# Asia (provins)

Det romerska imperiet omkring 120 med provinsen Asia rödmarkerad

Asia var en romersk provins som bildades 133 f.Kr. när Pergamon genom Attalus III:s testamente övergick till Rom.
Provinsens namn är språkhistoriskt detsamma som namnet för världsdelen Asien. Asia låg på den halvö som numera kallas Mindre Asien (Asia Minor), i nuvarande Turkiet. I provinsen låg städer som Efesos, Pergamon, Smyrna och Sardis. 

## Historia

### Under den romerska republiken
Den nyskapade provinsen Asia bestod av en broking samling urbaniserade f.d. självständiga stadsstater och lantliga, föga urbaniserade bosättningar. På grund av provinsens rikedomar, märk särskilt ullindustrin, blomstrade handeln inom provinsen och med andra delar av republiken. Rikedomarna medförde dock att provinsen exploaterades hänsynslöst av diverse romerska ämbetsmän. Detta utnyttjande födde en stark motvilja mot romarna bland många av provinsens invånare. Majoriteten av provinsens invånare och städer anslöts sig till Mithradates VI:s uppror mot romarna som varade mellan åren 88 f.Kr. och 85 f.Kr.. Efter att Lucius Cornelius Sulla Felix besegrat Mithradates kom provinsen återigen under romersk kontroll. Sulla omorganiserade provinsen genom att dela in den i elva distrikt som kom att ha juridiska och administrativa funktioner. Under senrepubliken fortsatte utnyttjandet av provinsen. I alla stora konflikter under denna period, t.ex. den mellan Caesar och Pompejus och den mellan Octavianus (Augustus) och Marcus Antonius, sällade sig Asia till den förlorande sidan, vilket bidrog till att provinsen plundrades desto hårdare. Under den romerska republiken styrdes provinsen vanligen av en ståthållare med rangen propraetor.

### Under det romerska kejsardömet
Under principatet (det tidiga romerska kejsardömet) återhämtade sig Asia från de många åren av överexploatering. Nya städer anlades i provinsen, särskilt i de inre, tidigare föga urbaniserade regionerna. I provinsen anordnades så kallade härskarkulter där Augustus, liksom många av de kommande kejsarna och vissa av deras familjemedlemmar, dyrkades som gudomar. Asia, som var en senatsprovins, styrdes av en prokonsul som tidigare varit konsul och som vanligtvis innehade sitt ståthållarskap under ett år. Efesos var provinshuvudstaden under republiken såväl som under principatet. Prokonsuln spenderade dock mycket av sitt ämbetsår ute i provinsen där han agerade domare vid de olika lokala tingsplatserna i provinsen och hanterade olika typer av administrativa och ekonomiska spörsmål. Till sin hjälp hade han tre legater och en kvestor. Asias städer stod för provinsens lokala administration och ansvarade bl.a. för beskattningen. 
Det fanns också en provinsförsamling (kallad koinon) som uppstod redan under den romerska republiken. Församlingen turades om att samlas i någon av de större städerna i provinsen. Arbetet gick bl.a. ut på att anta olika lagförslag och skicka delegationer till Rom angående olika frågor som rörde provinsen. Församlingen skickade t.ex. en delegation till den romerska senaten under Tiberius regeringstid eftersom städerna tvistade med varandra om vilken av dem som skulle få äran att bygga ett tempel för dyrkan av Tiberius. Vidare organiserade församlingen härskarkulterna. Arbetet i församlingen liksom förhållandet mellan de olika städerna i provinsen präglades ofta av inbördes rivalitet, varför den provinsiella enigheten inte ska överdrivas. 
Under dominatet (det senare romerska kejsardömet) kom Asia att förlora i betydelse. Kristendomen slog tidigt rot i provinsen. Provinsen upphörde under kejsare Diocletianus, som delade in den i sju mindre provinser.